# 平田洸介
平田 洸介（ひらた こうすけ、1992年5月1日 - ）は、北海道出身の日本のカーリング選手。KiT CURLING CLUB所属。2018年平昌オリンピックカーリング競技男子日本代表。株式会社アイエンター勤務。

## 経歴
北海道常呂郡常呂町（現・北見市）出身。12歳からカーリングを始める。北海道北見北斗高等学校時代はラグビー部でも活躍し、第89回全国高等学校ラグビーフットボール大会に出場した。北見工業大学に進学し、同大学院を修了。大学4年時と大学院2年時の計2回、日本代表としてユニバーシアードに出場した。
2015、2016年にはSC軽井沢クラブの一員としてパシフィックアジアカーリング選手権に同行し、大学院修了後の2017年からチームに正式加入。
2017年世界男子カーリング選手権大会や平昌オリンピックカーリング競技などに男子日本代表選手（リザーブ）として出場。その後、3月に行われた2018年日本ミックスダブルスカーリング選手権大会では中部電力に所属する北澤育恵とペアを組み、準優勝を果たした。
2018年、SC軽井沢クラブを退団し、KiT CURLING CLUBを結成。
2019年、第12回日本ミックスダブルスカーリング選手権大会に鈴木夕湖とペアを組み出場し、準優勝した。

## 人物
- 趣味は野球とラグビーの観戦。好きなプロ野球チームは北海道日本ハムファイターズ[2]。
- 2歳下の弟・悠人は女満別高校の捕手・主将として第84回選抜高等学校野球大会に出場した[11]。
- イジられ役を自認しており、SC軽井沢クラブでは甲子園出場経験のある弟と比べられたり、遠征に下着を異常に持って出る奇行をイジられていた[2]。
- 大学時代は個人データ用にショットの精度を分析したり、エンドごとのストーンの配置を記録するソフトをタブレット端末用に作ったりするなど、カーリングに特化した研究をしていた[4]。
- 北見市内のシェアオフィスでテレワークで仕事をしながら、カーリング選手として活動している[12]。

## チーム

### 4人制
| シーズン  | フォース           | サード              | セカンド | リード   | リザーブ | 備考     |
| --------- | ------------------ | ------------------- | -------- | -------- | -------- | -------- |
| 2017–2018 | 両角友佑           | 清水徹郎            | 山口剛史 | 両角公佑 | 平田洸介 | [ 13 ]   |
| 2018–2019 | 平田洸介           | 臼井槙吾 (スキップ) | 十鳥聡太 | 三浦善也 |          | [ 14 ]   |
| 2019–2020 | 平田洸介           | 臼井槙吾 (スキップ) | 鹿野大貴 | 三浦善也 |          | [ 15 ]   |
| 2020–2021 | 平田洸介           | 臼井槙吾 (スキップ) | 目黒良太 | 三浦善也 | 小林博文 | [ 16 ]   |
| 2021–2022 | 平田洸介(スキップ) | 臼井慎吾            | 目黒良太 | 三浦善也 | 小林駿汰 | JCC 2022 |
| 2022–2023 | 平田洸介(スキップ) | 臼井慎吾            | 目黒良太 | 三浦善也 | 相田晃輔 | JCC 2023 |
| 2023–2024 | 平田洸介(スキップ) | 臼井慎吾            | 目黒良太 | 三浦善也 | 相田晃輔 | JCC 2024 |
| 2024–2025 | 平田洸介(スキップ) | 臼井慎吾            | 目黒良太 | 三浦善也 | 小林博文 | JCC 2025 |

### ミックスダブルス
| シーズン  | 男性     | 女性     | 備考   |
| --------- | -------- | -------- | ------ |
| 2017–2018 | 平田洸介 | 北澤育恵 | [ 7 ]  |
| 2018–2019 | 平田洸介 | 鈴木夕湖 | [ 10 ] |

## 成績

### 日本代表
- 平昌オリンピック（8位／2018年）
- 世界男子カーリング選手権（7位／2017年）
- パシフィックアジアカーリング選手権（優勝／2016年、準優勝／2015年、3位／2017年）
- アジア冬季競技大会（準優勝／2017年）
- ユニバーシアード（7位／2015年[17]、9位／2017年[18]）

### クラブチーム
- 日本カーリング選手権大会（準優勝／2023年、4位／2022年）
- 軽井沢国際カーリング選手権大会（優勝／2017年、4位／2022年）
- アドヴィックスカップ（4位／2017年、3位／2022年）
- どうぎんカーリングクラシック（準優勝2回／2017年・2018年[19]）
- ICE GOLD CUP （優勝／2018年[20]・2019年[21]）

### その他
- 日本ミックスダブルスカーリング選手権大会（準優勝2回／2018年・2019年[10]）